# دیوید هرمان
دیوید هرمان (انگلیسی: David Herman؛ زادهٔ ۲۰ فوریهٔ ۱۹۶۷) یک هنرپیشه، و صدا پیشه اهل ایالات متحده آمریکا است. وی از سال ۱۹۸۹ میلادی تاکنون مشغول فعالیت بوده‌است.

## گزیده فیلمشناسی
از فیلم‌ها یا برنامه‌های تلویزیونی که وی در آن نقش داشته‌است می‌توان به آثار زیر اشاره کرد.
- متولد چهارم ژوئیه (۱۹۸۹)
- محیط اداره (۱۹۹۹)
- رفیق، ماشین من کجاست؟ (۲۰۰۰)
- لگدزنان و جیغ‌کشان (۲۰۰۵)
- شوخی با دیک و جین (فیلم ۲۰۰۵) (۲۰۰۵)
- ایدیوکراسی (۲۰۰۶)
- فیلم زنبور (۲۰۰۷)
- دشت بزرگ بندر (۲۰۰۷)
- من آن صدا را می‌شناسم (۲۰۱۳)
- لک‌لک‌ها (فیلم) (۲۰۱۶)
- پادشاه تپه (۱۹۹۷–۲۰۱۰)
- فیوچراما (۱۹۹۹–۲۰۰۳); (۲۰۰۸–۲۰۱۳)
- آنجل (مجموعه تلویزیونی ۱۹۹۹) (۲۰۰۰)
- ۲۴ (مجموعه تلویزیونی) (۲۰۰۴)
- بابای آمریکایی! (۲۰۰۶–۲۰۰۷); (۲۰۱۱)
- ارگو پراکسی (۲۰۰۶)
- برگری باب (۲۰۱۱–اکنون)
- بیویس و بات‌هد (۲۰۱۱)
- مرد خانواده (۲۰۱۲)
- بریکلبری (۲۰۱۲–۲۰۱۵)
- سیمپسون‌ها (۲۰۱۴)
- وقت ماجراجویی (۲۰۱۷)
- افسون‌زدایی (مجموعه تلویزیونی) (۲۰۱۸)
- جک و داکستر: میراث پیشروان (۲۰۰۱)
- جک ۲ (بازی ویدئویی) (۲۰۰۳)
- جک ۳ (۲۰۰۴)
- جک ایکس: مسابقه مبارزه‌ای (۲۰۰۵)